# Han Zheng
Han Zheng (chiń. 韩正; pinyin Hán Zhèng; ur. 22 kwietnia 1954 w Szanghaju) – chiński polityk, wicepremier Chińskiej Republiki Ludowej od 2018 do 2023. Od 10 marca 2023 wiceprzewodniczący Chińskiej Republiki Ludowej.